# Kobe & Gigi Bryant WNBA Advocacy Award

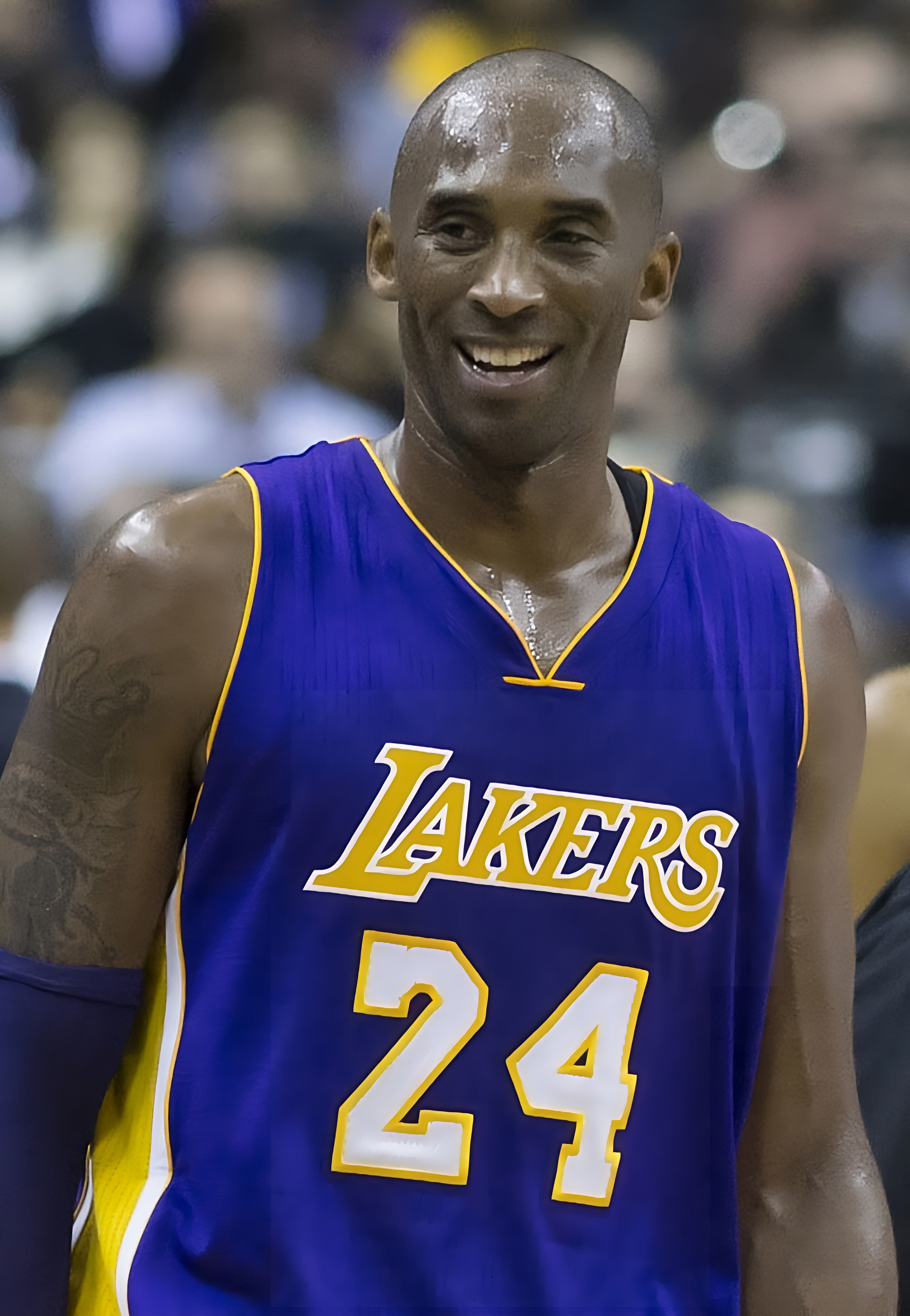
Kobe Bryant en 2015.

Le Kobe & Gigi Bryant WNBA Advocacy Award est un trophée décerné annuellement par la Women's National Basketball Association en mémoire du joueur NBA Kobe Bryant et de sa fille Gigi.

## Description
Le 18 avril 2020, à l'occasion de la Draft 2020, Cathy Engelbert, la commissaire de la WNBA, annonce qu'elle va remettre le Kobe & Gigi Bryant WNBA Advocacy Award, un trophée annuel destiné à récompenser les contributeurs et contributrices qui favorisent le développement du basket-ball féminin, en hommage à Kobe Bryant et sa fille, Gianna Maria-Onore Bryant, mais également à Alyssa Altobelli et Payton Chester,.
Le premier trophée est annoncé à l'occasion du NBA All-Star Game 2022 et remis au joueur NBA Chris Paul. Soutien du Mercury de Phoenix, Chris Paul assiste régulièrement à des rencontres de la franchise et les promeut sur ses réseaux sociaux et soutient les combats des joueuses pour la justice sociale.

## Lauréats
- 2022 : Chris Paul